# 造山纪
造山纪（Orosirian，符号PP3）是地质时代中的一个纪，开始于同位素年龄20億5000萬年前，结束于18億年前。
造山纪期间蓝藻、细菌繁盛。
造山纪属于前寒武纪元古宙古元古代；造山纪的上一纪为层侵纪，下一纪为固结纪。